# First flush
First flush is een omstreden term in de (stedelijke) hydrologie die de gedachte aangeeft dat bij een bui het grootste deel van de vervuiling in het eerste deel van het afgevoerde water zit. De gedachte hierachter is dat gedurende droge perioden vervuiling zich vanuit diverse bronnen ophoopt op verhard oppervlak (bijvoorbeeld daken en straten) en door sedimentatie in het riool. Wanneer het vervolgens gaat regenen spoelt de eerste neerslag deze vervuiling het riool in en wordt door de toename van water in het riool het gesedimenteerde materiaal in het riool weer in suspensie gebracht. Op deze wijze zou het grootste deel van de vervuiling in het eerste deel van een bui worden afgevoerd. Wanneer deze aannamen kloppen betekent dit dat het tweede (en grootste) deel van de afvoer bij een bui relatief schoon is en niet of minder gezuiverd hoeft te worden. 
Aangezien rioolwaterzuiveringsinstallaties (RWZI's) overbelast kunnen raken door een te grote aanvoer van rioolwater en de processen in een RWZI ontregeld kunnen raken door aanvoer van relatief schoon water, kan op basis van het first flush principe gekozen worden om alleen het eerste (extra vervuilde) deel van een bui door de RWZI te leiden en de (relatief) schone rest via een overstort op het oppervlaktewater te lozen.

## Discussie
De term first flush is omstreden omdat wetenschappers het er niet over eens zijn of deze ook daadwerkelijk optreedt. Metingen in rioolstelsels geven een wisselend beeld waaruit niet eenduidig is af te leiden of het effect wel of niet optreedt. Complicerende factor in de discussie is dat er geen eenduidige definitie is van een first flush en dat verschillende instanties verschillende definities hanteren. 
Ook de definitie van vervuild water is hier belangrijk: gaat het om de concentratie (kg/m³) vervuiling of om de vuilvracht (kg/d)? Bij een toenemend debiet en afnemende concentraties kan immers nog steeds sprake zijn van een stijgende vuilvracht en vice versa.
De discussie wordt verder bemoeilijkt doordat vaak onduidelijk is op welke temporale en ruimtelijke schaal gekeken moet worden. Op kleine ruimtelijke schaal (bijvoorbeeld op woonwijkniveau) is het optreden van de first flush meermalen aangetoond. Echter, alvorens de first flush relevant wordt, namelijk bij de RWZI, komen vele rioolstrengen samen en ontstaat er een complex systeem met vele pieken die terug te voeren zijn op individuele first flushes, maar ook op processen als sedimentatie en resuspensie in riolen. Vaak is dan niet meer van een first flush te spreken. Op temporale schaal treedt verwarring op door verschillende lengtes en intensiteiten van buien en door verschillen in de lengte van de droge periode voorafgaand aan de bui.

## Enkele definities
Ruwweg kan er onderscheid gemaakt worden tussen kwalitatieve en kwantitatieve definities. De eerste soort geeft alleen een beschrijving van het effect dat optreedt, zonder dit te kwantificeren. Probleem hierbij is dat altijd discutabel zal blijven of de first flush daadwerkelijk optreedt, omdat er geen duidelijke grenzen zijn gedefinieerd. Een van de eerste definities van een first flush is dat een min of meer significate toename van concentratie optreedt aan het begin van een bui. 
Kwantitatieve definities geven een eenduidige, wiskundige beschrijving van het fenomeen.

### U.S. EPA definitie
De definitie van de U.S. EPA is gebaseerd op twee concentraties, de concentratie bij droogweerafvoer CB (de afvoer in een rioolstelsel wanneer het niet regent, zie: riool) en de concentratie op ieder tijdstip tijdens een bui Ct. De grootte van de first flush (in m³) is dan het volume dat afgevoerd is in de periode van het moment dat Ct > CB tot het moment dat Ct {\displaystyle <=} CB.
Een zwak punt in deze definitie is dat niet uitgesloten is dat de periode dat de first flush optreedt een groot deel van de hele bui is. Met andere woorden, het hoeft niet zo te zijn dat het grootste deel van de vervuiling in het eerste deel van de bui wordt afgevoerd, maar het kan inhouden dat het grootste deel van de vervuiling in bijna heel de bui wordt afgevoerd. Het is dan onzinnig om nog van een first flush te spreken.

### FNDAE definitie
De definitie van de Franse FNDAE houdt in dat de first flush gedefinieerd wordt als het volume dat tijdens een bui gedurende de spoeltijd afgevoerd wordt. De spoeltijd wordt gedefinieerd als de tijd die nodig is om al het sediment in een riool weer in suspensie te brengen.
Het belangrijkste nadeel van deze definitie is dat de spoeltijd van het riool sterk afhankelijk is van de locatie en de voorgeschiedenis van de bui (hoelang is het droog geweest). Daarmee is de spoeltijd zeer moeilijk te definiëren en kan deze eigenlijk alleen achteraf aan de hand van metingen worden vastgesteld. Wanneer deze definitie toegepast wordt kan het bovendien zijn dat slechts een klein deel van de vuilvracht afgevoerd wordt in deze periode en dat er dus helemaal geen first flush optreedt.

### Mass first flush ratio
Een goed bruikbare definitie van de first flush is de mass first flush ratio (MFF) De MFF beschrijft de first flush als het verloop van vrachten voor verschillende stoffen vanaf het begin van een bui tot het einde. Een MFF van groter dan 1 betekent dat er op dat moment een first flush optreedt. De MFF kan als volgt berekend worden:
{\displaystyle MFF_{n}={\frac {\frac {\int _{0}^{T_{1}}c(t)\cdot q(t)\cdot dt}{M}}{\frac {\int _{0}^{T_{1}}q(t)\cdot dt}{V}}}}
Waarin n de index is voor het moment in de bui (0-100%), M de massa van de stof die tijdens de bui wordt afgevoerd, V het volume van de bui, c(t) de concentratie op tijdstip t en q(t) de afvoer op tijdstip t.
Een zwak punt van deze definitie is de grote databehoefte. Sterke punten zijn dat de first flush voor verschillende stoffen bepaald kan worden en dat deze methode toelaat buien met verschillende lengte goed te vergelijken.